# Joeropsis monsmarinus
Joeropsis monsmarinus är en kräftdjursart som beskrevs av Brian Frederick Kensley1980. Joeropsis monsmarinus ingår i släktet Joeropsis och familjen Joeropsididae. Inga underarter finns listade i Catalogue of Life.